# نجم متغير طويل الدور

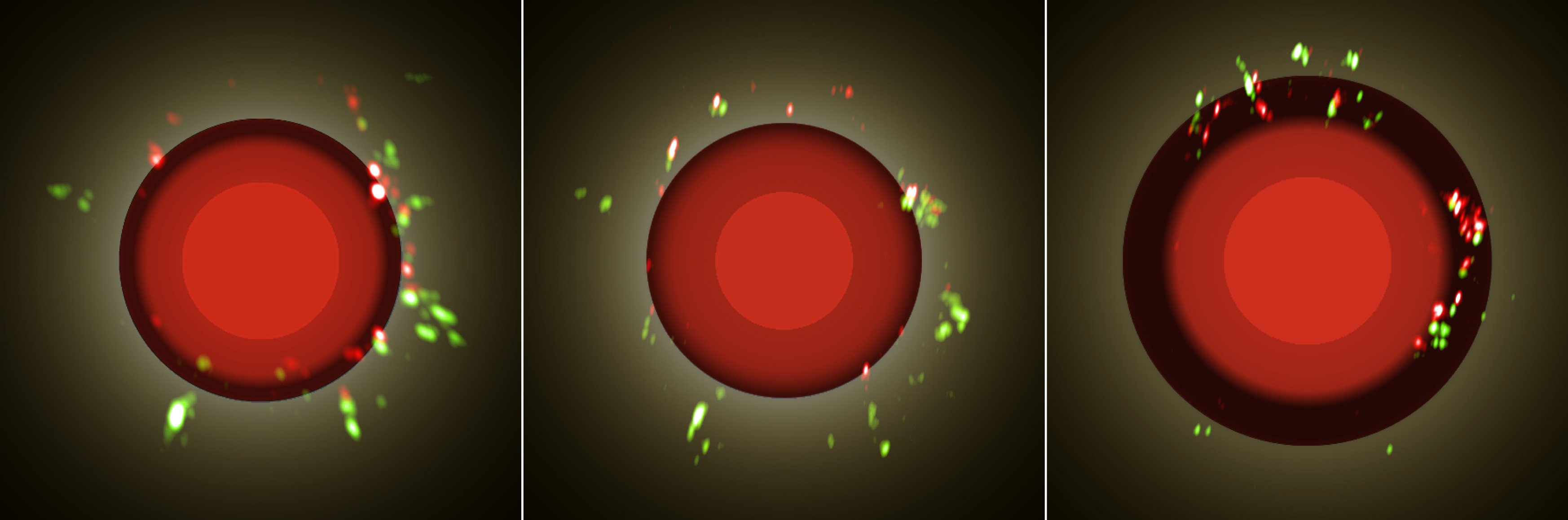
الصورة تبين المراحل المختلفة من دور تغير نجم "إس الجبار" الأحمر، النقاط الخضراء والحمراء هي إنبعاثات الأشعة الراديوية والميزر التي تحصل أثناء التغير.

نجم متغير طويل الدور (بالإنجليزية: Long-period variable star)‏ إختصاراً "LPV"، مصطلح يستخدم لوصف مجموعة من النجوم المتغيرة ذات تَقلب (نبض) بطيء في إضاءتها.

## أنواع التغيرات

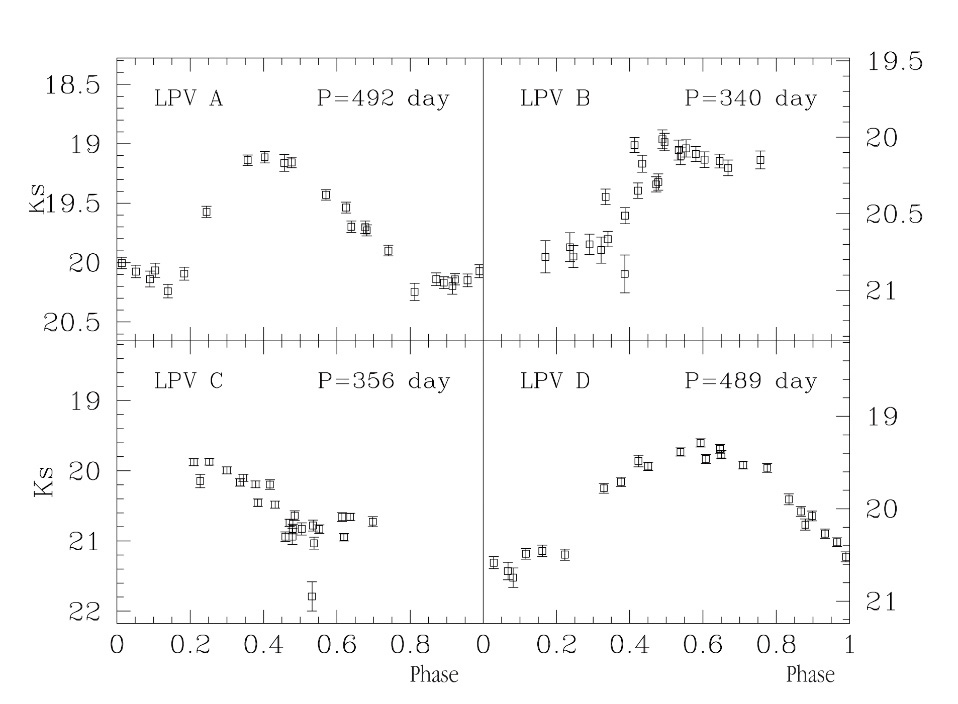
مخططات تبين تغير الإضاءة في أربعة نجوم متغيرة من نوع أعجوبة قيطس في مجرة قنطورس A.

تعريف النجوم المتغيرة طويلة الدور غير موجود في الفهرس العام للنجوم المتغيرة، بالرغم من أنه يصف متغيرات أعجوبة قيطس بأنها متغيرات طويلة الدور، تم استخدام هذا المصطلح أول مرة في القرن التاسع-عشر، قبل إستحداث التصنيفات الدقيقة للنجوم المتغيرة للإشارة إلى مجموعة نجوم معروفة بدور تغير تصل إلى عدة مئات من الأيام بشكل أساسي، وفي منتصف القرن العشرين تم تسمية النجوم طويلة الدور بالنجوم العملاقة الباردة.
بعد تحديد العلاقة بين متغيرات أعجوبة قيطس والمتغيرات شبه المنتظمة بالإضافة إلى النجوم النابضة الأخرى تم استخدام المصطلح بشكل عام لوصف النجوم النابضة الأبرد بالإضافة إلى جميع متغيرات أعجوبة قيطس تقريباً، بينما تم إعتبار المتغيرات شبه المنتظمة على أنها تقع بين المتغيرات طويلة الدور والمتغيرات القيفاوية.
بعد نشر الفهرس العام للنجوم المتغيرة، تم إعتبار كل من متغيرات أعجوبة قيطس والمتغيرات شبه المنتظمة وخصوصاً التي من نوع (SRa) على أنها متغيرات طويلة الدور.
وعلى نطاق أوسع، تصنيف (LPVs) شمل: متغيرات أعجوبة قيطس، والمتغيرات شبه المنتظمة، والمتغيرات البطيئة غير المنتظمة، بالإضافة إلى «عمالقة OGLE الحمراء ذات السعة الصغيرة» أو إختصاراً (OSARGs) والتي تتضمن كل من النجوم العمالقة والفائقة العملقة. بالرغم من أن نجوم OSARGs لا يتم التعامل معها على أنها نجوم متغيرة طويلة الدور ويستمر الكثير من المؤلفين باستخدام مصطلح «نجوم متغيرة طويلة الدور» للإشارة إلى متغيرات أعجوبة قيطس والمتغيرات شبه المنتظمة، أو فقط للإشارة إلى متغيرات ميرا.
بينما تصنف الجمعية الأمريكية لمراصد النجوم المتغيرة [الإنجليزية] كل من متغيرات (أعجوبة قيطس، نجوم-L، ومتغيرات آرفي تاوري [الإنجليزية] أيضاً؛ وهي نوع آخر من النجوم الباردة بطيئة التغير)، هذا التصنيف يشمل النجوم من نوع SRc، وLc والتي هي عادة تتضمن نجوم فائق العملقة شبه منتظمة وغير منتظمة التغير.
في الوقت الحالي تركز بحوث النجوم المتغيرة طويلة الدور على النجوم من فرع العملاق المقارب AGB والنجوم الحمراء الفائقة العملقة، وأكثرها نجوم OSARGs بالإضافة إلى العمالقة الحمراء.

## الخصائص
يمكن أن تكون المتغيرات طويلة الدور عمالقة نابضة باردة، أو نجوم فائقة العملقة أو نجوم متغيرة بدور تغير تتراوح من عدة مئات من الأيام (أو عدة أيام كما في نجوم OSARGs) وحتى أكثر من ألف يوم، كما توجد حالات يكون التغير فيها بطيء جداً لدرجة يصعب معها تشخيصه وتقدير دور التغير بل من غير الموثوق إذا ما كان هذا التغير دوري أم لا.
التصنيف الطيفي لنجوم المتغيرات طويلة الدور يمتد من المرتبة F، وبإتجاه اللون الأحمر إلا أن معضمها يكون من المرتبة الطيفية M أو S أو C، والكثير من النجوم التي تبدو أكثر إحمراراً مثل نجوم Y CVn [الإنجليزية] وV العقاب [الإنجليزية] وVX الرامي هي نجوم متغيرة طويلة الدور. أغلب النجوم المتغيرة طويلة الدور وبضمنها كافة متغيرات أعجوبة قيطس، هي من نجوم فرع العملاق المُقارب النابضة حرارياً، لمعان هذا النوع من النجوم أعلى من إضاءة الشمس بعدة ألآف، بينما بعض النجوم المتغيرة شبه المنتظمة والغير منتظمة هي نجوم عمالقة أقل لمعاناً، وما تبقى هي من النجوم الفائقة العملقة الأكثر إضاءةً ومنها أكبر النجوم المعروفة كنجم VY CMa.

## الفترات الثانوية الطويلة
أحيانا يظهر ما بين ربع ونصف دور التغير لنجوم المتغيرات الطويلة تغيرات أخرى بطيئة بسعة تغير حتى قدر واحد عند الأطوال الموجية المرئية، ويتكرر كل 10 أضعاف دور التغير الأساسية تقريباً، يسمى هذا التغير «الأدوار الثانوية الطويلة؛ Long secondary periods»، ولايزال سبب حصول هذا التغير غير معروف هل هو تداخل لنظام ثنائي أو تكوين سحب غبارية، بسبب الدوران، أو «التذبذبات غير القطرية؛non-radial oscillations» كل هذه أسباب محتملة لتفسير هذا التغير الثانوي لكن الصعوبة تكمن في كيفية رصدها وتشخيصها.

## أنماط النبض
غالباً متغيرات أعجوبة قيطس تكون كمذبذبات بالنمط الأساسي [الإنجليزية]، بينما المتغيرات شبه المنتظمة وغير المنتظمة، تُظهر نبض كنجوم من الفرع المقارب أي تنبض بنمط توافقي [الإنجليزية] أول أو ثاني أو ثالث، بينما أغلب المتغيرات طويلة الدور الأقل إنتظاماً تنبض بأكثر من نمط واحد.
وأحد التفسيرات المحتملة للتغيرات الثانوية طويلة الدور والتي لا يمكن أن تنشأ من النبض بالنمط الأساسي أو توافقياته، هو أنها تتغير وفق نمط نبضي آخر غريب.